# 栃木県道53号大田原高林線
栃木県道53号大田原高林線（とちぎけんどう53ごう おおたわらたかばやしせん）は、栃木県大田原市から那須塩原市に至る県道（主要地方道）である。

## 概要
大田原市市街地から北上し那須塩原市東那須野地区（旧東那須野村）を経由し、北西に進み那須塩原市中央部の高林地区（旧高林村）までを結ぶ道路。東那須野地区ではJR那須塩原駅の西口駅前通りの一部を形成する。

### 路線データ
- 起点：栃木県大田原市山の手（国道400号・国道461号交点）
- 終点：栃木県那須塩原市木綿畑（木綿畑交差点＝栃木県道30号矢板那須線交点）
- 認定：1983年（昭和58年）1月17日

## 歴史

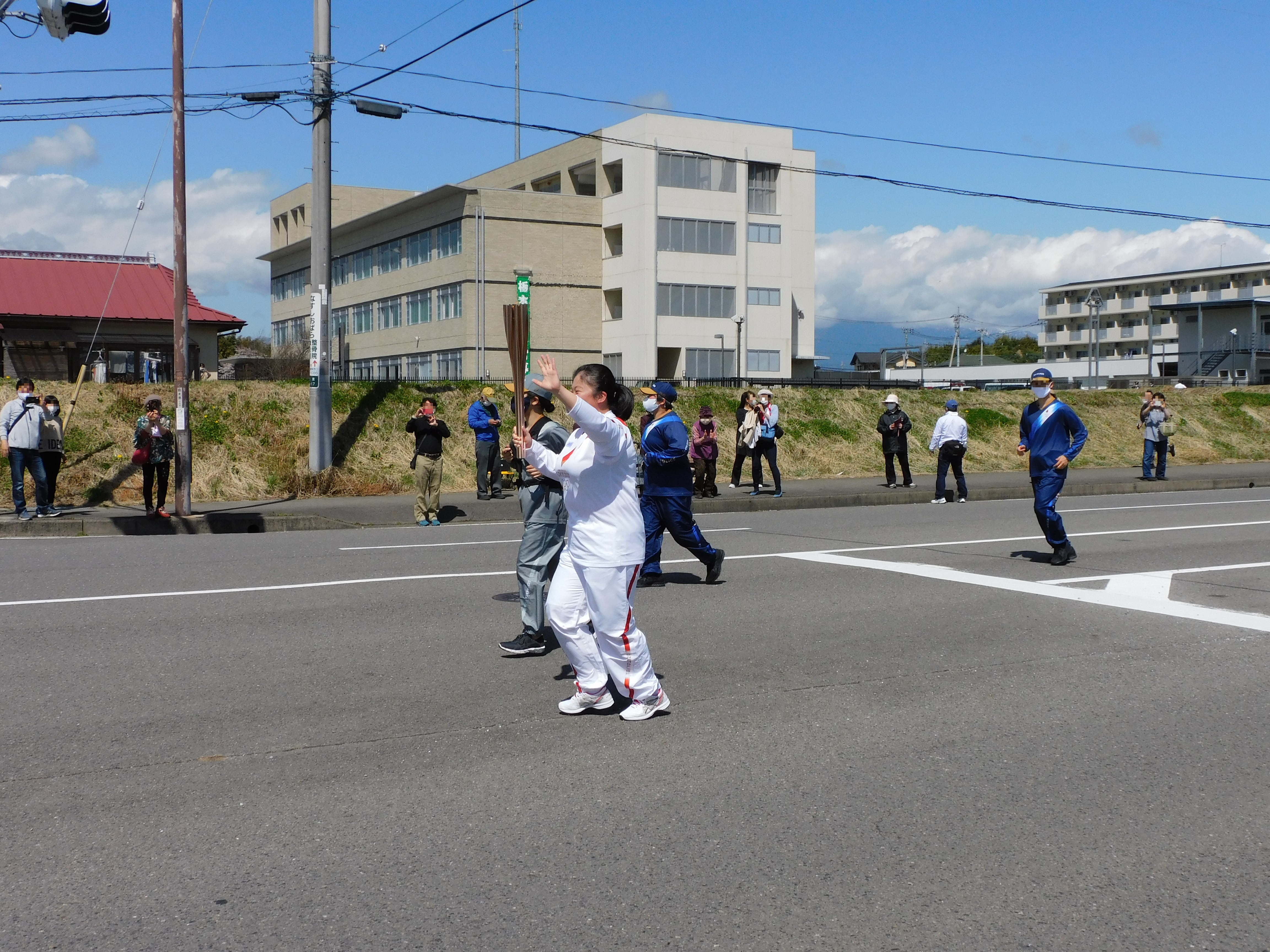
県道53号を走る聖火ランナー

- 1961年（昭和36年）4月1日 - 現在の国道4号以東に当たる大原間大田原線、同じく以西に当たる高林大原間線の2路線が認定。
- 1983年（昭和58年）1月17日 - 大原間大田原線、高林大原間線が併合され大田原高林線として認定。
- 1993年（平成5年）5月11日 - 建設省から、県道大田原高林線が大田原高林線として主要地方道に指定される[1]。
- 2002年（平成14年) - 黒磯市大原間の東北本線と交差する高林街道踏切を迂回するように東那須野西通りアンダーが開通。それに伴い高林街道踏切は廃止されず、代わりに北側の唐杉街道踏切が廃止された。
- 2021年（令和3年）3月29日 - 那須塩原市の一部区間が東京オリンピックの聖火リレーのコースになる[2]。

## 路線状況

### 重複区間
- 栃木県道55号西那須野那須線（那須塩原市前弥六 - 那須塩原市唐杉）

## 地理

### 通過する自治体
- 大田原市
- 那須塩原市

### 交差する道路
- 国道400号・国道461号（起点）
- ライスライン（大田原市今泉交差点）
- 国道4号（那須塩原市大原間南交差点）

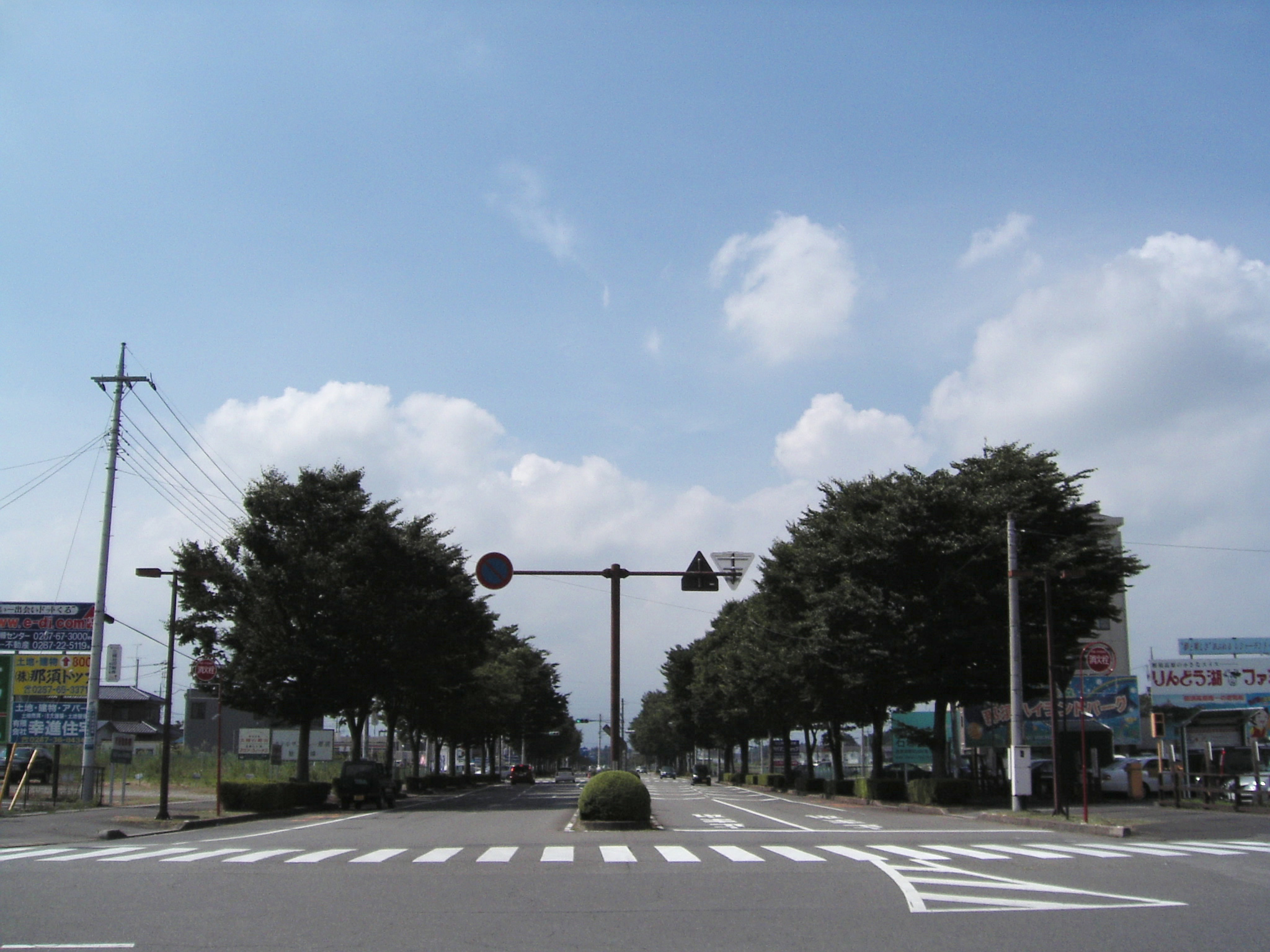
那須塩原駅西口駅前通り

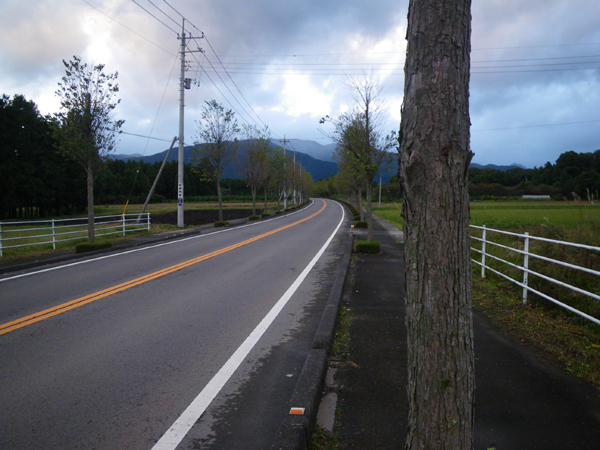
終端部に近い高林地区付近

- 栃木県道55号西那須野那須線（那須塩原市前弥六）
- 栃木県道55号西那須野那須線（那須塩原市唐杉）
- 栃木県道351号黒磯板室インター線（那須塩原市鹿野崎）
- 栃木県道30号矢板那須線（終点）

### 沿線にある施設など
- ブリヂストン黒磯工場
- 那須塩原駅
- 宇都宮共和大学那須キャンパス
- 那須ガーデンアウトレット